# Wuala

Logotipo oficial de Wuala

Wuala (un juego de palabras de voilà) fue un servicio de alojamiento de archivos multiplataforma, en la nube, sincronización de ficheros, versionado y backup originalmente desarrollado por Caleido Inc., el cual es ahora parte de LaCie. El servicio era una combinación de:
- data centers propiedad de Wuala en algunos países europeos (Francia, Alemania, Suiza)[2]
- Wuala cloud — Almacenamiento distribuido en la nube que es proporcionado por usuarios de pago y no pago con versiones instaladas de Wuala. Está disponible para Android.

Originalmente Wuala ofrecía un servicio de alojamiento gratuito de 5 GB, en octubre de 2014 la empresa anunció que el servicio gratuito terminaría el 31 de diciembre de ese año alertando a los usuarios de adquirir un servicio pago, de lo contrario se eliminarían las cuentas y todos los archivos. Cuando se descontinuó el servicio, se recomendó a los usuarios de Wuala que usaran Tresorit para cifrar y compartir archivos.

## El almacenamiento en línea
Wuala es una página web en línea de almacenamiento, y está dirigido por la empresa Caleido AG, que fue la combinación que junto con la firma francesa LaCie en 2009. Esta empresa está enfocada al mercado de almacenamiento en línea. Wuala ha tenido 150.000 millones de archivos guardados a la página de almacenamiento de Wuala.
En 2004, el crecimiento y la expansión del almacenamiento en línea Wuala comenzó, el primer proyecto había tratado de una fase de prueba en 2007, y en agosto de 2008 la página web de Wuala fue lanzada con éxito.
Los orígenes del nombre de Wuala inicialmente son el francés "voilà", que significa "ahí está".
Los usuarios que tienen una cuenta de Wuala se puede acceder a su contenido, no solo a través de su ordenador, sino también en un dispositivo móvil como un iPhone o un iPad y una aplicación está disponible para el teléfono inteligente Android.

## Cierre
El 15 de noviembre de 2015, Wuala cesó finalmente sus servicios tras iniciar un proceso de cierre progresivo anunciado el 17 de agosto de 2015. Se recomendó a los usuarios de Wuala que transfirieran sus datos a Tresorit, un servicio que ofrece prestaciones muy parecidas y un sistema de cifrado similar.